# Dunstervillea
Dunstervillea é um género botânico pertencente à família das orquídeas (Orchidaceae). O gênero Dunstervillea foi proposto por Garay em Venezuelan Orchids Illustrated 5: 70. em 1972. A Dunstervillea mirabilis Garay é a espécie tipo deste gênero. O nome do gênero é uma homenagem a G.C.K Dunsterville, coletor de orquídeas da Venezuela.

## Distribuição
Trata-se de gênero monotípico, cuja única espécie é minúscula, epífita, de crescimento monopodial, habitando as extremidades dos galhos das árvores em áreas quentes e úmidas da Amazônia venezuelana e brasileira, em baixas altitudes.

## Descrição
Apresentam bastas raízes carnosas e retorcidas, pseudocaule ereto com folhas vagamente lembrando um leque, lateralmente comprimidas, imbricadas, equitantes, carnosas, elípticas. A inflorescência curta, delicada, ereta, brota das axilas das folhas superiores, alarga-se na extremidade de onde nascem poucas flores fasciculadas cujos ovários encontram-se envolvidos por brácteas grandes e rígidas.
As flores são minúsculas, de tamanho similar às menores Pleurothallis, totalmente brancas, com sépalas e pétalas parecidas, oblongo-lineares, agudas, com carenas dorsais, as pétalas ligeiramente mais largas. labelo carnoso, na base com esporão cônico internamente pubescente, rigidamente preso à base da coluna, no disco com calo formado por duas lamelas algo irregulares estreitas com carenas transversais. coluna apoda e roliça com grande cavidade estigmática, antera branca comportando quatro polínias duras e globosas.